# Adobe Flash Lite
Adobe Flash Lite là một phiên bản nhẹ của Adobe Flash Player, một phần mềm ứng dụng được sản xuất bởi Adobe Systems. Phiên bản này được thiết kế cho điện thoại di động và các thiết bị điện tử cầm tay khác như Chumby và iRiver, và cho phép người sử dụng các thiết bị này để xem các nội dung đa phương tiện và các ứng dụng được phát triển bằng cách sử dụng công cụ Flash của Adobe, mà trước đó đã được chỉ có sẵn trên các máy tính cá nhân.
Flash Lite hoạt động trên các thiết bị không đáp ứng các yêu cầu phần cứng tối thiểu của Flash Player đầy đủ như Wii. Một số tính năng có sẵn trong Flash không có sẵn trong Flash Lite, và Flash Lite có một số tính năng đặc biệt cho các thiết bị di động.
Ngoài ra với Flash Lite, nó thường tích hợp hệ thống điều hành của thiết bị điện thoại di động và cung cấp bởi các nhà sản xuất, trong khi đó phiên bản Adobe Flash Player đầy đủ có thể được cài đặt từ cửa hàng ứng dụng các thiết bị di động (hiện chỉ trên thiết bị dùng bộ vi xử lý Cortex ARM -A8).

## Tổng quan
Flash Lite là một công nghệ phát triển triển khai tại phía máy khách, hoặc lớp giao diện người dùng. Những thay đổi gần đây với ActionScript cho phép Flash Lite tích hợp tốt hơn và thậm chí còn cạnh tranh với các công nghệ như Java ME và BREW. Flash Lite không được coi là Hệ diều hành điện thoại như Symbian OS, Windows Mobile, BlackBerry OS, iOS (iPhone OS), Bada (Samsung) hay Android: đó là một công nghệ để phát triển các ứng dụng chạy trên một hệ điều hành di động.
Flash Lite 1.1 hỗ trợ Flash 4 ActionScript.
Flash Lite 2.0, dựa trên Flash Player 7, hỗ trợ ActionScript 2.0 của Flash7. Cả Flash Lite 1.1 và 2.0 cũng hỗ trợ chuẩnWorld Wide Web Consortium SVG Tiny,một chuẩn dữ liệu điện thoại Scalable Vector Graphics (SVG). không như SVG, Flash Lite có thể thêm các yếu tố âm thanh và tương tác mà không cần sử dụng các công nghệ khác như JavaScript. Cũng như Flash, Flash Lite có thể đọc hoặc chỉnh sửa các nội dung XML.
Flash Lite 3 thì được dựa trên Flash 8, làm giảm đi khoảng cách giữa nội dung trên máy tính và điện thoại bằng việc hỗ trợ chuẩn video H.264, cũng như On2 VP6 và bộ codec video Sorenson. Flash Lite 3 cũng hỗ trợ cca1 nội dung video FLV (được sử dụng bởi YouTube và Google Video).
Flash Lite 4.0 hỗ trợ ActionScript 3 và một plugin cho trình duyệt, hơn là một trình đa phương tiện độc lập. Nó mở rộng các tính năng của Flash Lite với việc hỗ trợ cảm ứng đa điểm, một công cụ tái lập văn bản tiên tiến và một giao diện hệ thống định vị.

## Lịch sử
Năm 2005 Adobe Systems đã hoàn thành việc mua lại của Macromedia, bản gốc phát triển của Flash. Vào thời điểm đó, Flash Lite đã có sẵn cho người sử dụng điện thoại di động ở Nhật Bản và châu Âu trong một thời gian trước khi sẵn có ở Hoa Kỳ. NTT DoCoMo là các tàu sân bay đầu tiên áp dụng Flash Lite tháng 5 năm 2003.
Là một chương trình khuyến mãi cho Flash Lite trong tháng 2 năm 2005, Macromedia tiến hành cuộc thi nội dung flash di động đầu tiên. Từ 150 ứng dụng trên được gửi, 9 người chiến thắng đã được lựa chọn trong lĩnh vực kinh doanh tốt nhất và ứng dụng năng suất, sáng tạo nhất sử dụng Flash Lite, Animation, Ứng Dụng CNTT, Nội dung giáo dục, Game hay nhất, nội dung tương tác, năng suất ứng dụng, và tổng thể tốt nhất sử dụng Flash Lite .
Tháng 5 năm 2006, iriver U10 (sau này tái thương hiệu là Clix iriver) được phát hành, hỗ trợ Flash Lite nội dung trong một phong cảnh hướng trang. U10 là máy nghe nhạc âm thanh kỹ thuật số để hỗ trợ Flash Lite.
Trong năm 2005, gần như 100% thiết bị Flash Lite cho phép đã được tìm thấy ở Nhật Bản Bản mẫu:Chú thích cần thiết. Trong tháng 2 năm 2007, Adobe tuyên bố rằng có hơn 70% thiết bị Flash Lite đã được vận chuyển bên ngoài Nhật Bản.
Tháng 10 năm 2006, Verizon Wireless bố hỗ trợ cho Flash Lite, làm cho nó điều hành đầu tiên tại Mỹ để áp dụng công nghệ. Flash Lite ban đầu có sẵn trên bốn mô hình thiết bị cầm tay ( Motorola RAZR V3c và V3m, Samsung SCH-a950 và LG V (VX9800)) như là một BREW mở rộng. Điều này cho phép người sử dụng để tải về trình Flash Lite ứng dụng của Verizon "Nhận Nó Bây giờ" dịch vụ, nhưng nó không không cho phép người sử dụng để xem các đối tượng Flash từ [trình duyệt web của họ [] ].
Trong tháng 2 năm 2007, Adobe công bố tại [[Mobile World Congress| 3GSM World Congress ở Barcelona rằng việc phát hành tiếp theo của Flash Lite (phiên bản 3) sẽ hỗ trợ video, bao gồm video streaming  Trong tháng 10 năm 2007, Adobe đã công bố việc phát hành Flash Lite 3 
Tại Hội nghị 2007 của Adobe phân tích tài chính, Al Ramadan, sau đó phó chủ tịch của các đơn vị điện thoại di động và Voice Adobe Giải pháp kinh doanh, công bố tháng 12 năm 2006, 220.000.000 trình Flash Lite thiết bị đã được vận chuyển. Ông cũng lưu ý của Adobe mua lại của một số véc tơ rendering. Công nghệ bởi Actimagine, nhằm giảm bớt chơi Flash Lite [[bộ nhớ trong các phiên bản trong tương lai 
Tính đến tháng 3 năm 2008, cả Adobe cũng không [[Verizon Wireless đã công bố sự sẵn có của Adobe Flash Cast, mỗi phát hành báo chí tháng hai 2007 có vào cuối năm dương lịch năm 2007. Cũng trong tháng đó, Steve Jobs mô tả Flash Lite như là "không có khả năng được sử dụng với Web." 
Trong tháng 9 năm 2009, Opera Software tích hợp Flash Lite 3.1 trong Internet Channel ứng dụng cho Wii giao diện điều khiển chơi game.
Trong tháng 9 năm 2010, John Gruber đặc trưng Flash Lite như là một "nỗ lực lớn để thiết lập một nền tảng phần mềm di động" rằng "hoàn toàn không thành công".

### Các phiên bản
- Macromedia Flash Lite 1.0
  - Dựa trên Flash Player 4
- Macromedia Flash Lite 1.1
- Macromedia Flash Lite 2.0 (tháng 12 năm 2005)
  - Ra mắt vào năm 2005, mang lại các tính năng phù hợp với Flash Player 7.
- Adobe Flash Lite 2.1 (tháng 12 năm 2006)
  - Chạy trên nền tảng BREW.
- Adobe Flash Lite 3 (tháng 2 năm 2007)
  - Hỗ trợ FLV.
  - Tương đương với Flash Player 8
- Adobe Flash Lite 3.1 (tháng 2 năm 2009)[10]
- Adobe Flash Lite 4 được phát hành vào năm (2010) và tích hợp vào Symbian^3 (Nokia N8, Nokia E7, Nokia 600, Nokia 700, Nokia 701)
  - Hỗ trợ ActionScript 3.0.

## So sánh với các nền tảng phát triển khác
Flash Lite là một nền tảng phát triển điện thoại di động mà có thể được sử dụng thay cho Java ME hoặc chạy trên Java ME trong Flash Player Lite. Các nền tảng khác bao gồm BREW, Symbian và Windows Mobile. Trong năm 2006 Qualcomm tuyên bố hợp tác với Adobe để đưa Flash Lite chạy trên BREW.
Nội dung Flash Lite có thể được xem trên các thiết bị cầm tay được cài đặt với Flash Lite trong cùng một cách mà nội dung Java có thể được xem trên điện thoạichạy Java ME. Cả hai công nghệ này có thể có mặt trên cùng một thiết bị cầm tay và không cạnh tranh trực tiếp.
Các ứng dụng, trò chơi và các nội dung khác có thể được phát triển trong công nghệ hoặc. Flash Lite có một số lợi thế và bất lợi khi so sánh với Java ME.
 'Ưu điểm':
- Sự phát triển nhanh chóng do Adobe Flash IDE làm lặp đi lặp lại phần mềm tạo mẫu và kiểm thử phần mềm tương đối dễ dàng.
- Hỗ trợ tốt hơn cho [[Viết một lần, chạy bất cứ nơi nào (WORA) phương pháp mà không phụ thuộc vào cụ thể API s bị sẵn. Kết quả này trong porting ít hoặc không có, đó là một chi phí lớn trong việc phát triển Java ME. Bản mẫu:Chú thích cần thiết
- Đồ họa vector dựa trên (hỗ trợ bitmap cũng được bao gồm) cho phép luân chuyển, mở rộng quy mô và biến đổi khác mà không mất chất lượng đồ họa.
- Khả năng để đóng gói hình ảnh động và đồ họa vào cùng một kích thước tập tin được cung cấp bởi việc sử dụng đồ họa vector.
- Khả năng chuyển đổi dựa trên web (máy tính để bàn) nội dung Flash cho điện thoại di động và ngược lại, với nỗ lực tối thiểu.
- Flash phát triển kỹ năng hiểu biết của IDE và ngôn ngữ kịch bản dễ dàng cổng từ IDE máy tính để bàn với môi trường phát triển điện thoại di động.

 'Nhược điểm':
- Một số thiết bị cầm tay không hỗ trợ Flash Lite, hoặc chỉ có một phiên bản cũ của nó.
- Vector đồ họa thường được sử dụng trong các ứng dụng Flash, khiến cho việc xử lý phức tạp cần thiết chậm chạp.
- Giống như Adobe Flash, đây là phần mềm sở hữu độc quyền, và không phù hợp cho việc sử dụng dựa trên hệ thống mã nguồn mở.

## Project Capuchin
Ngày 30 tháng tư 2008, Sony Ericsson công bố dự án Mới của Sony Ericsson dự án Capuchin kết hợp Java ME và Flash Lite <- Bot tạo ra tiêu đề ->]</ref> một cây cầu cho phép Flash Lite để chạy như là một front-end Java ME và theo cách này, kết hợp Java . API và giao tiếp trực tiếp với phần cứng của các điện thoại di động qua (bluetooth, Wi-Fi,...) với giao diện đồ họa flash 